# Lancken-Granitz
Lancken-Granitz é um município da Alemanha localizado no distrito de Vorpommern-Rügen, estado de Mecklemburgo-Pomerânia Ocidental.
Pertence ao Amt de Mönchgut-Granitz.